# 君にどきどき
君にどきどき（きみにどきどき）は、テレビ埼玉で日曜0:00 - 0:05（土曜深夜）に放送されていたミニ番組である。放送終了は2004年10月。
後番組は「愛に恋」（同時期の同じ曜日に23:45-0:00にまで放送していたぴんくhughugと統合し23:45-24:30の45分番組へと拡大した）。

## 概要
毎週風俗嬢が出演し、好きな男性のタイプや好きな行為のインタビュー（2画面で構成されており左下に小さくインタビュー画面で質問に答えている様子が、また右上に大きく風俗嬢のセクシーポーズ（巫女や体操着などでのポーズ映像もあった）などが映し出される。）、その後に風俗嬢が「今週もお疲れさま、来週も頑張ってね。」などのセリフを言ったのち唇のシーンが段々アップされていき画面が白くなりつつなっていく。その後2分間程度、女性が上半身裸（水着・コスプレ等での撮影もあった、下半身は下着着用）で色々なポーズをとる。
出演した風俗嬢の生ポラロイド写真とそのときに履いていたストッキングが視聴者プレゼントになっていた。
最終回前には総集編と題し、数回にわたってこれまで登場した風俗嬢の裸でのポーズ映像が流れた。

## 放送時間
- ? - 2000年11月26日：日曜 24:30-24:35
- 2000年12月3日  -2001年3月4日：日曜 24:40-24:45（侵略美少女ミリ放送開始に伴い10分繰り下げ）
- 2001年3月11日 - 3月25日：日曜 24:15-24:20（ここまで日曜（正確には月曜）に放送）
- 2001年4月7日 - 2002年6月29日：土曜 24:15-24:20（ここから土曜日の放送に移行）
- 2002年7月6日 - 9月28日: 土曜 24:00-24:05（白眉ハダレダ終了に伴い繰り上げ）
- 2002年10月5日 - 2003年4月頃?：土曜 23:45-23:50（エルニーニョ打ち切りに伴い繰り上げ）
- 2003年4月頃? - 2004年10月：土曜 24:00-24:05（エロニーニョ→ぴんくhughug放送開始に伴い繰り下げ）

## 主題歌
- オープニングテーマ：YMO「君に、胸キュン。」
- エンディングテーマ：B4M「Please don't make me lose」

| スタブアイコン | サブスタブ | この項目は、まだ閲覧者の調べものの参照としては役立たない、テレビ番組に関連した書きかけの項目です。この項目を加筆・訂正などしてくださる協力者を求めています（P:テレビ/PJ:放送または配信の番組）。 |